# Karl Gunnar Svensson
Karl Gunnar Svensson, född 14 september 1913 i Stockholm, död 7 januari 1966 i Skarpnäcks församling, var en svensk målare och tecknare.
Han var son till stenhuggaren Karl Svensson och hans maka Ida och gift med Mary Olsén. Svensson var först verksam inom en rad områden bland annat arbetade han som akrobat, tegelbärare och stenhuggare innan han övergick till sitt konstnärskap. Han var huvudsakligen autodidakt och företog några studieresor till Norge, Danmark, Tyskland, Schweiz och Italien. Separat ställde han ut på De ungas salong 1946, Alebys konstsalong i Stockholm 1948 och Karlskoga 1958. Tillsammans med Gerry Eckhardt ställde han ut i Umeå 1951 och tillsammans med Astrid Rietz i Karlshamn 1952 samt tillsammans med Olle Nordberg i Vännäs 1954. Han medverkade i Riksförbundet för bildande konsts vandringsutställningar Svensk nutidskonst och Yngre svensk konst och Sveriges allmänna konstförenings vårsalonger på Liljevalchs konsthall. Hans konst består av interiörer, porträtt, modeller och landskapsskildringar. Svensson är representerad vid Moderna museet med oljemålningen Svea.